# Rejon staroszajgowski
Rejon staroszajgowski (ros. Старошайговский район, erzja Ташто Шайгабуе, moksza Сире Шяйгавонь аймак) – jednostka administracyjna wchodząca w skład Republiki Mordowii w Rosji.
Głównymi rzekami rejonu są Moksza i Sura. W granicach rejonu usytuowane są m.in. wsie: Staroje Szajgowo (centrum administracyjne rejonu), Bogdanowka, Konopat, Lemdiaj, Mielcany, Nowe Akszino, Nowotroickoje, Nowa Fiodorowka, Stara Tierizmorga, Stara Fiodorowka, Szigoń.